# Fountains of Wayne
Fountains of Wayne a fost o formație americană de muzică rock fondată în 1995, în orașul New York. Ani de activitate: 1995-2013. Membrii formației sunt:
- Chris Collingwood
- Adam Schlesinger
- Jody Porter
- Brian Young

## Discografie
- Fountains of Wayne (1996)
- Utopia Parkway (1999)
- Welcome Interstate Managers (2003)
- Traffic and Weather (2007)
- Sky Full of Holes (2011)